# Cratere Can
Can  è un cratere sulla superficie di Marte.